# عظاءة باغوالية
العظاءة الباغوالية (الاسم العلمي:†Bagualosaurus) هي جنس منقرض من الديناصورات أشباه عظائيات الأرجل تتبع أصنوفة العظائيات الباغوالية. اكتشفت في Candelária Sequence (أعلى تكوين سانتا ماريا) في البرازيل، ويعود تاريخها إلى حوالي 230 مليون سنة مضت في مرحلة الكارني أواخر العصر الثلاثي. وهي تشمل نوعًا واحدًا هو العظاءة الباغوالية الأغودوية (Bagualosaurus agudoensis).